# Asplenium urbani
Asplenium urbani là một loài dương xỉ trong họ Aspleniaceae. Loài này được Christ mô tả khoa học đầu tiên năm 1897.
Danh pháp khoa học của loài này chưa được làm sáng tỏ. 